# R62 (voiture de métro de New York)
Pour les articles homonymes, voir R62.
Les R62 et R62A sont des rames du métro de New York construites entre 1983 et 1987 par la firme Bombardier et Kawasaki Heavy Industries pour la division A. Les voitures R62 ont été construites à Kobe, au Japon tandis que les voitures R62A ont été construites à La Pocatière, au Québec.
Au total, 825 voitures R62A et 325 voitures R62 ont été construites au cours de la période. Ces voitures ont remplacé les R12, R14, R15, R17, R21 et les R22 restantes, qui ont toutes été retirées d'ici 1988,,.
Le contrat R62A avait été attribué à Bombardier à cause que Kawasaki qui refusait de construire les voitures supplémentaires sous un autre contrat. Les premiers R62 sont entrés en service le 29 novembre 1983, tandis que les premiers R62A sont entrés en service le 29 mai 1985. Ils ont tous été livrés d’ici 1988. Les R62 et R62A devraient rester en service jusqu'en 2026-2028, où il seront éventuellement remplacés par les R262.

## Description

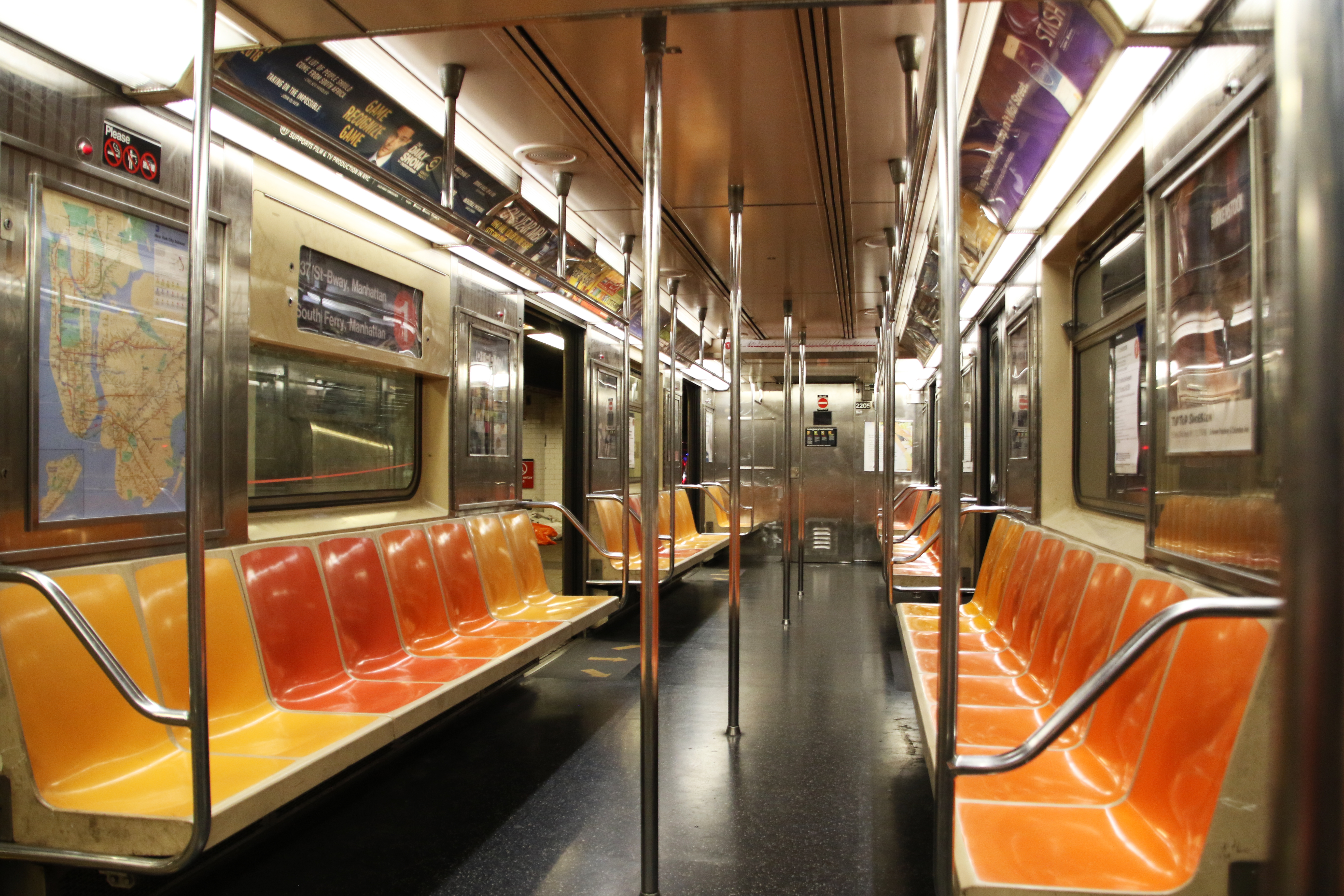
L’intérieur d’une rame R62A.

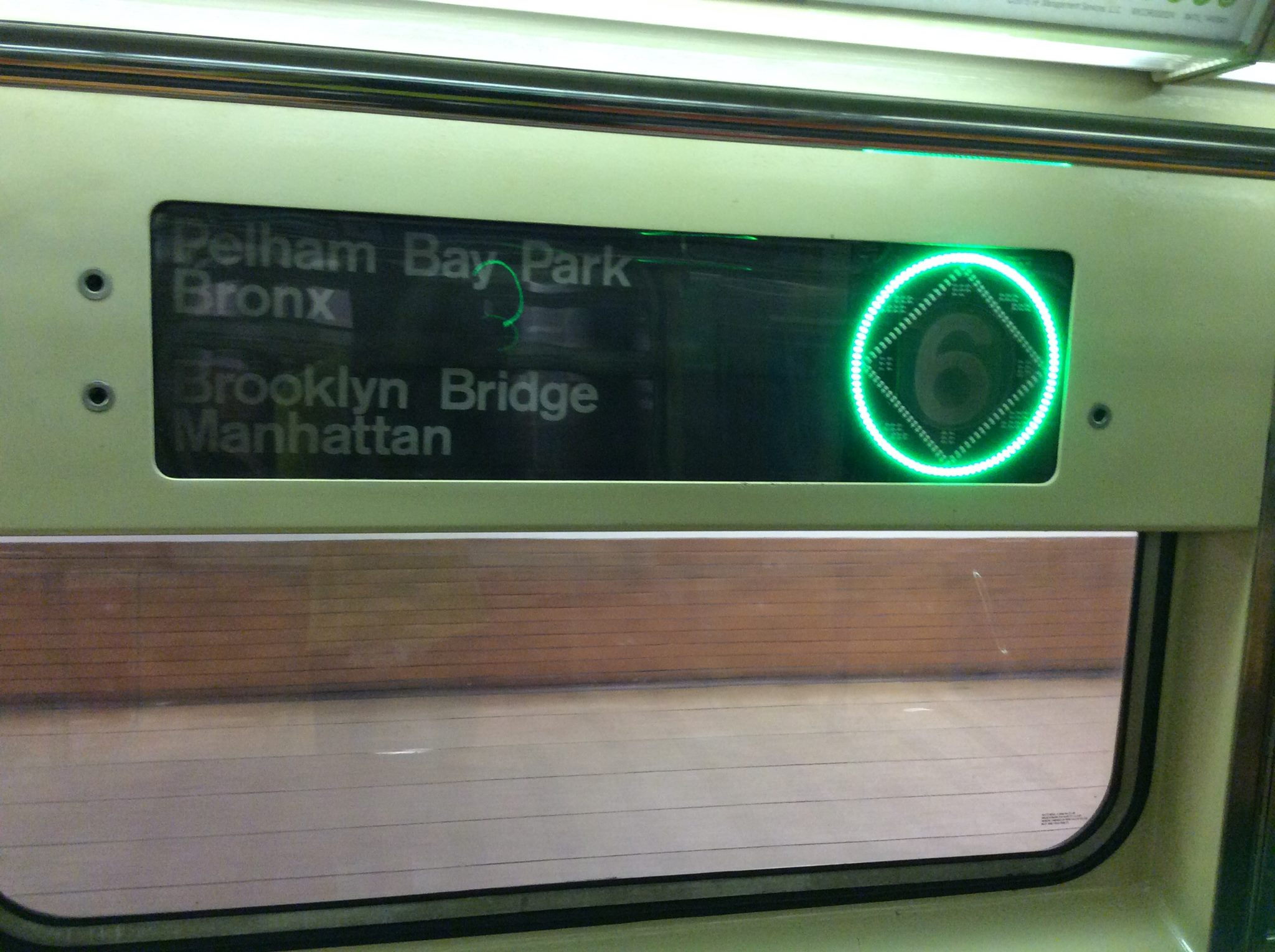
La « girouette » d’un train R62A. Notez le cercle vert, qui indique que le train est en service local.

Les trains était fabriqué en acier inoxydable et disposait de la climatisation. C’était une initiative pour combattre le graffiti. Ils ont créé un design intérieur controversé en employant des sièges baquets, qui étaient très étroits, chaque siège mesurant environ 17 pouces (431,8 mm) de large. Cela réduisait le nombre de sièges par voiture, mais permettait une capacité debout plus élevée.
À l’origine, les R62 et R62A était équipé simples avec des demi-cabines fonctionnelles aux deux extrémités, mais durant les années 1990, les voitures ont été convertis à des cabines pleines. Cependant, ils sont toujours visibles dans les voitures intermédiaires. Toutes les voitures circulant sur les lignes 1, 3 et 6 sont reliées en ensembles de cinq voitures, tandis que toutes les voitures circulant sur la 42nd Street Shuttle. sont reliés en ensembles de six voitures,.

## Accidents et incidents
Une voiture R62A 1687 est endommagée durant son assemblage. Il a été réparé et est rentré en service le 1er décembre 1987, sur la ligne 6.
Le 28 août 1991, vers 00:12, un opérateur de métro à causé un déraillement d’un train R62 sur ligne 4, à la station de la 14e rue. Le train était déviée de la voie local à la voie express, pour des réparations, et l’opérateur à déraillé le train à l’aiguillage à 64 km/h. Cela à provoqué la mort de 5 personnes, et plusieurs était blessé. Les voitures 1435–1437 et 1439–1440 était complètement détruit;  Par contre, les cinq autres voitures (1431–1434 et 1438) sont toujours en service sur la ligne 3.
Le 24 novembre 1996, un train R62A sur la ligne 6 a déraillé au sud de la station Hunts Point Avenue. Les voitures 1716 et 1909 ont été endommagées,. La voiture 1716 a été réparée et remis en service, mais la voiture 1909 a été retirée en raison de dommages au milieu de la carrosserie.
Le 4 janvier 2024, deux trains R62A sur la ligne 1 ont partiellement déraillé et sont entrés en collision juste au nord de la station de la 96e rue. Le train 2176 était en service, tandis que l'autre était mis hors service à la suite d'un problème avec le freinage et était en cours de déplacement. 24 blessés légers ont été signalés. La voiture 2176 et divers wagons du groupe 2411 à 2415 ont subi des dommages sévères et ont donc été retirés du service, mais les voitures 2177 à 2180 sont remises en service avec le wagon 1934 le 29 mars 2024 sur la ligne 1.

## Utilisation

### R62
| Ligne | Nombre de trains       | Depuis |
| ----- | ---------------------- | ------ |
| (1)   | 1 train (10 wagons)    | 2006-  |
| (3)   | 25 trains (250 wagons) | 2005-  |

#### Réformés
| Ligne | Dates     | Remplacé par  |
| ----- | --------- | ------------- |
| (4)   | 1984-2008 | R142 et R142A |
| (S)   | 1987-2008 | R62A          |

### R62A
| Ligne | Nombre de trains       | Depuis           |
| ----- | ---------------------- | ---------------- |
| (1)   | 30 trains (300 wagons) | 1985-            |
| (6)   | 37 trains (370 wagons) | 1986-2003, 2013- |
| (S)   | 2 trains (12 wagons)   | 2008-            |

#### Réformés
| Ligne | Dates     | Remplacé par |
| ----- | --------- | ------------ |
| (3)   | 1986-2008 | R62          |
| (7)   | 2001-2018 | R188         |

,

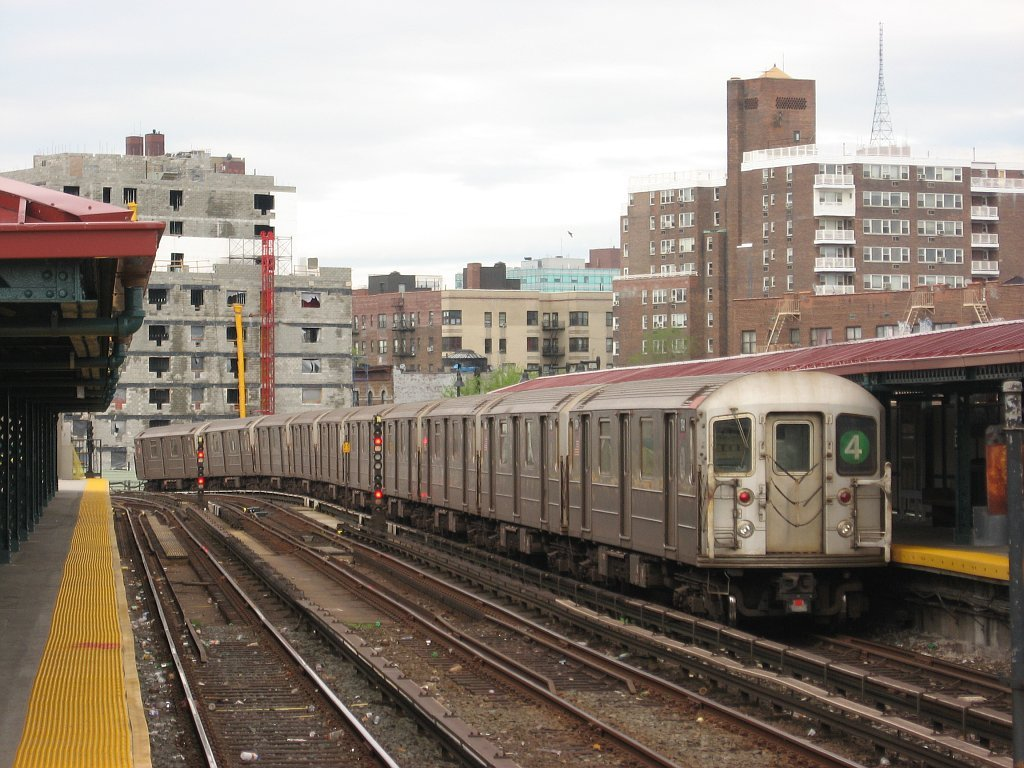
Un train R62 sur la ligne 4, en 2007
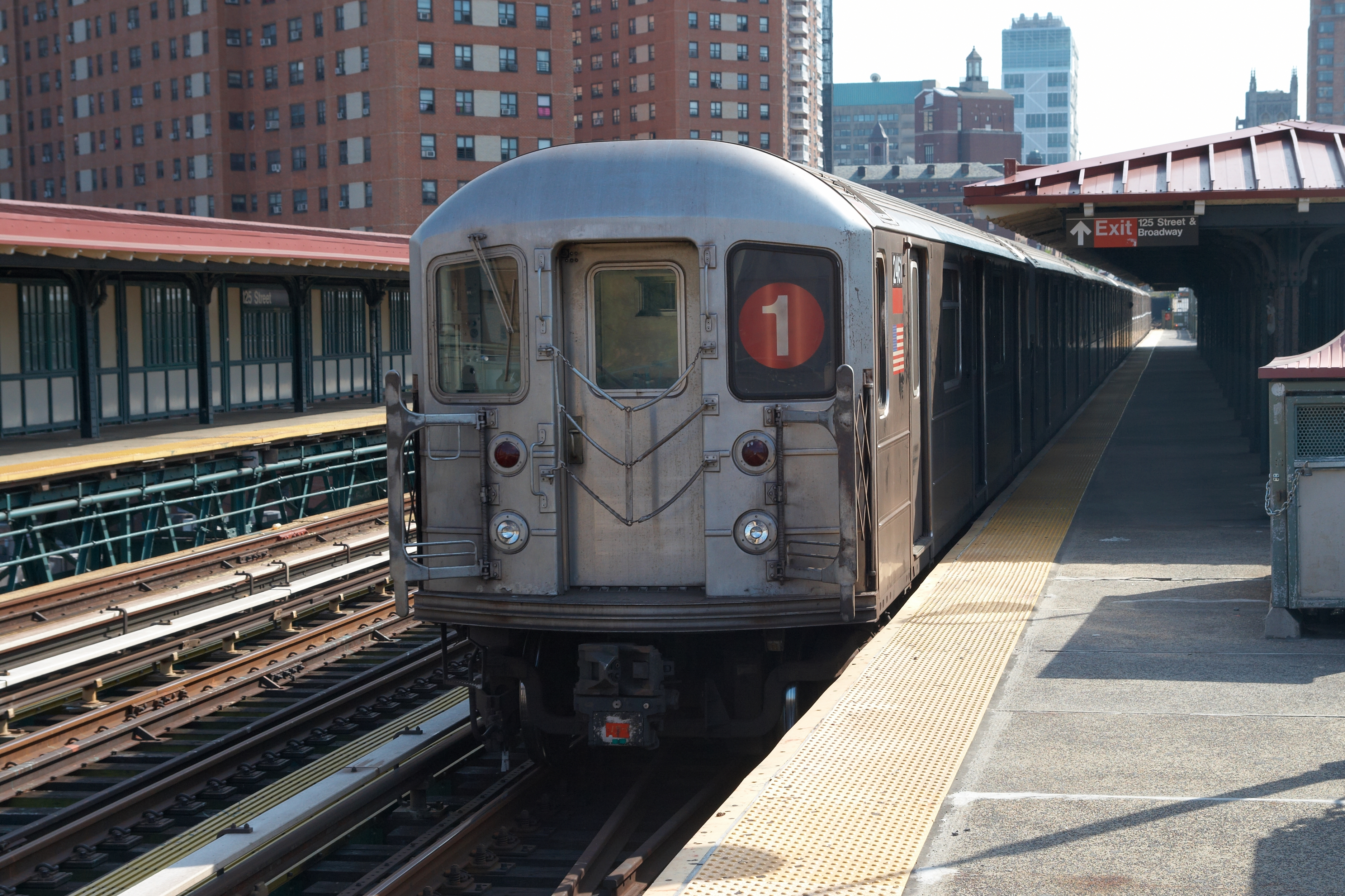
Un train R62A sur la ligne 1, en 2012
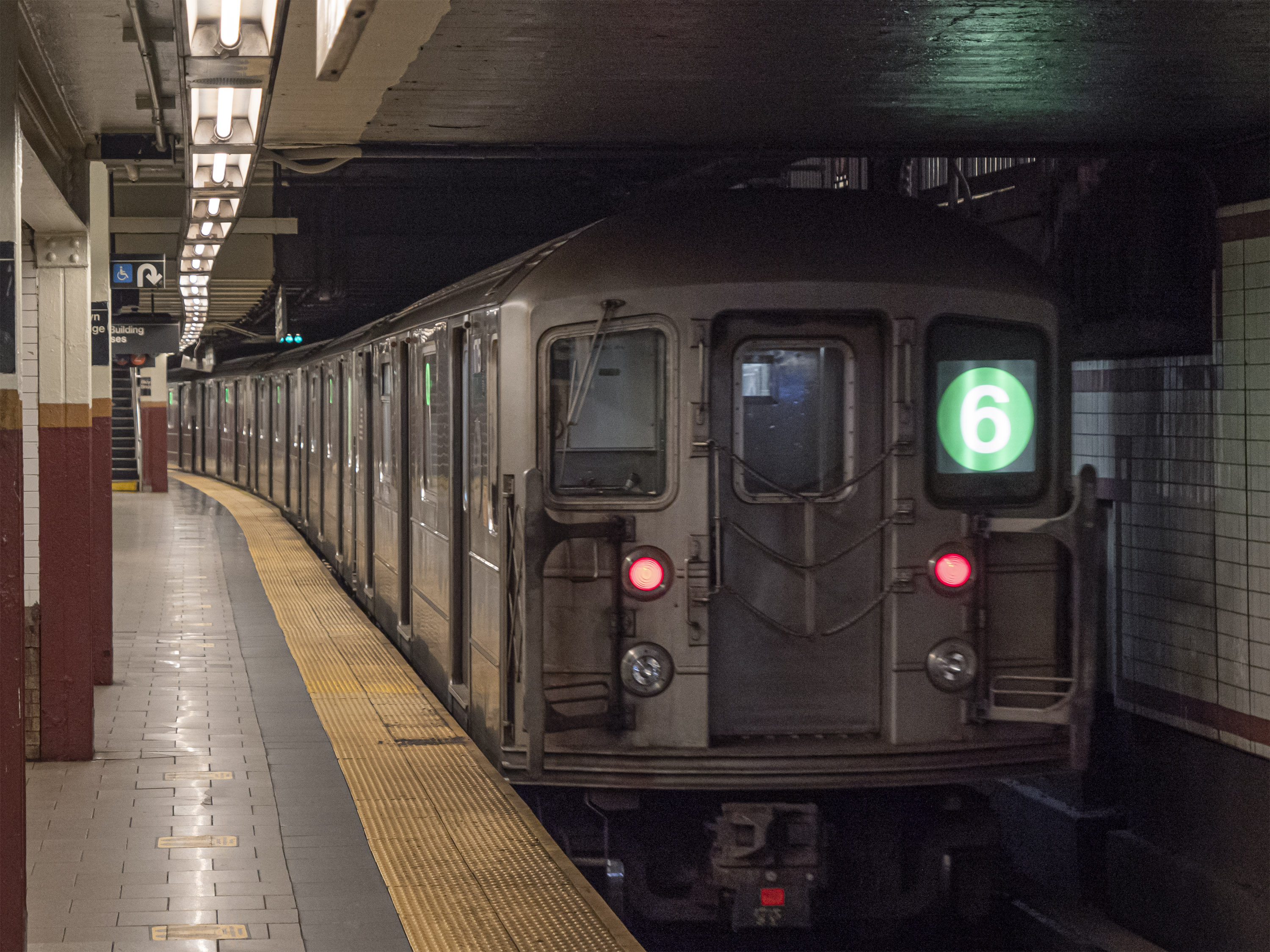
Un train R62A sur la ligne 6, en 2021
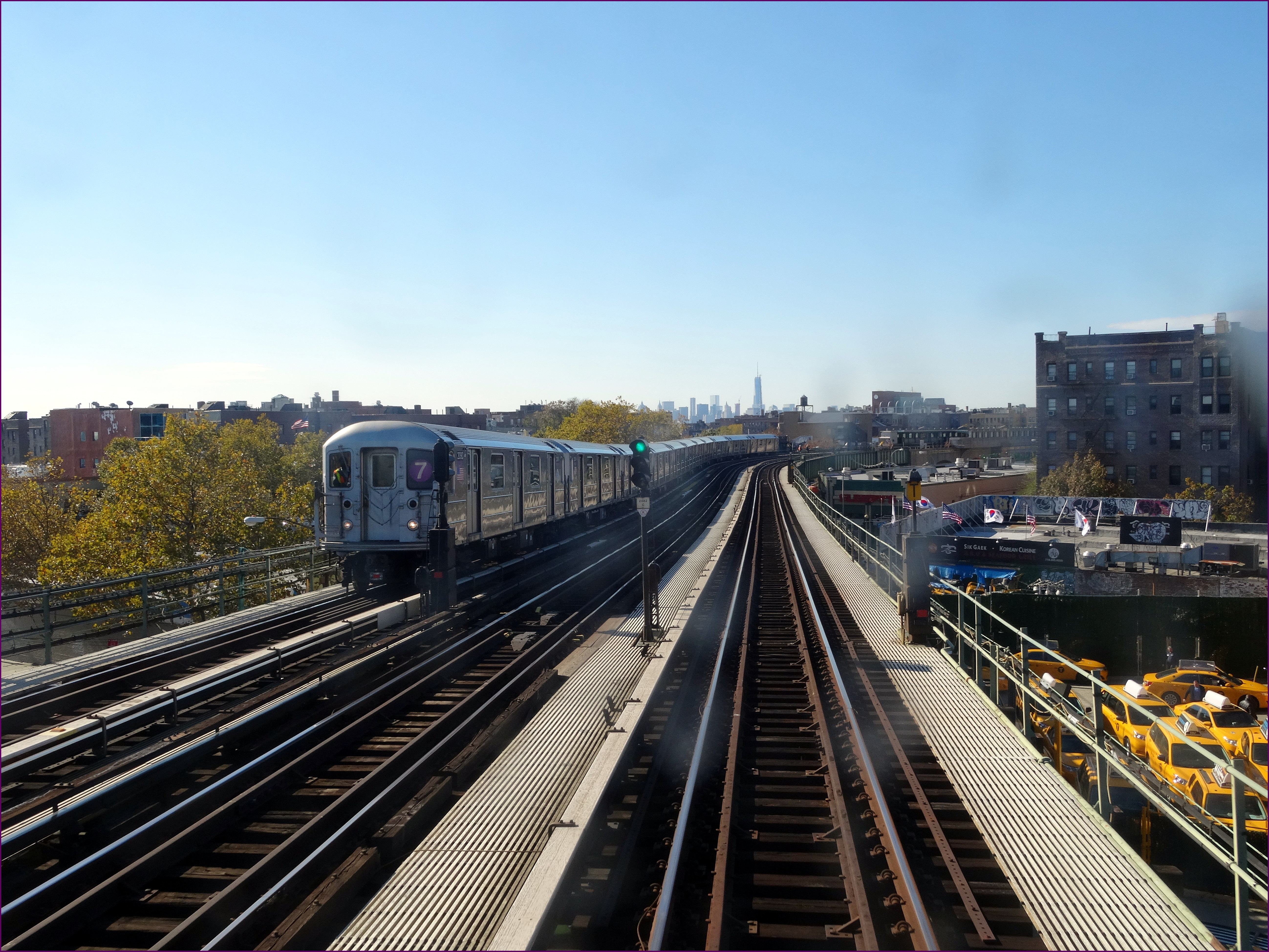
Un train R62A sur la ligne 7, en 2014
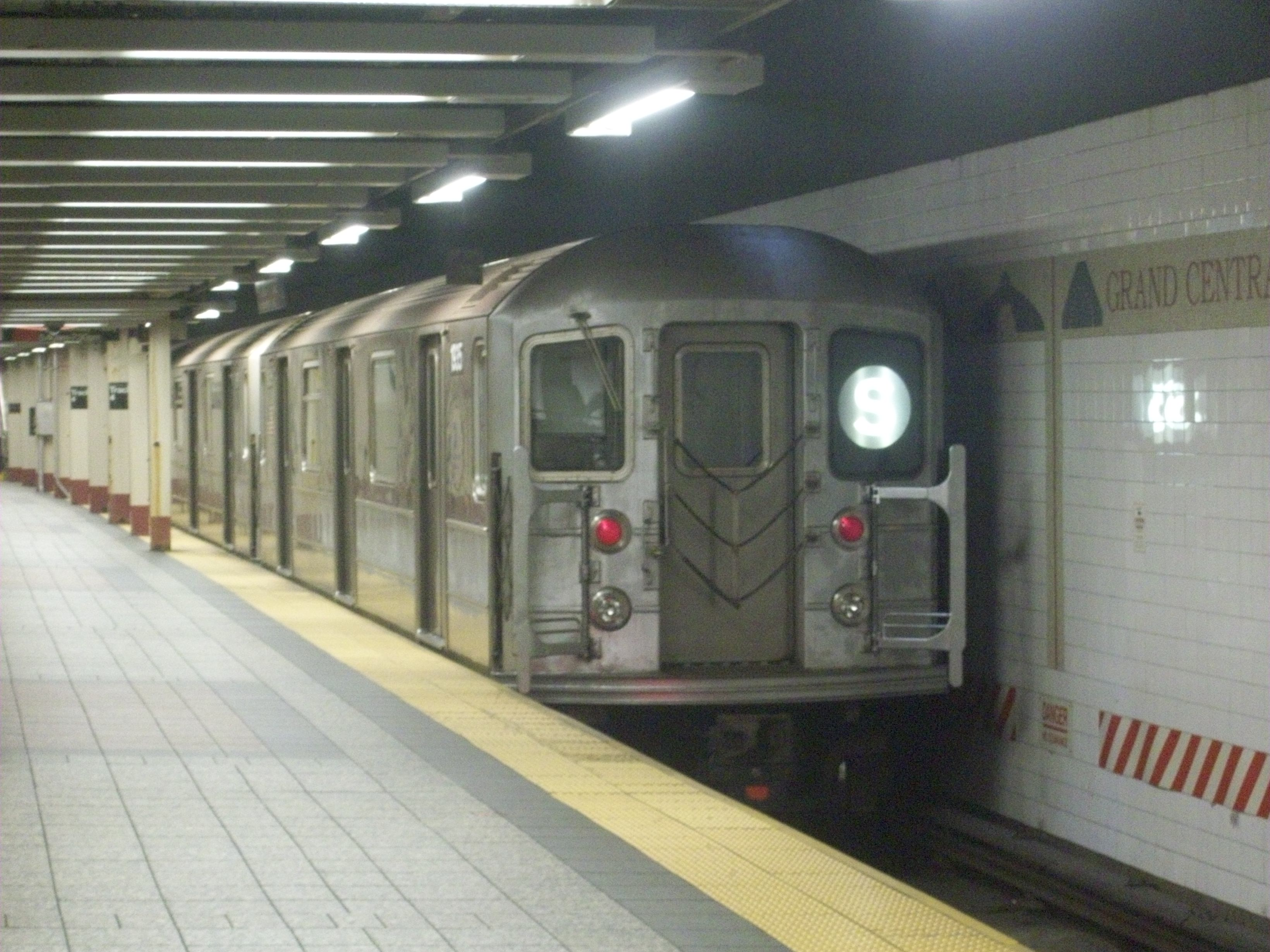
Un train R62A sur la ligne S, en 2011